# Fulminat de mercuri
El  fulminat de mercuri  (o fulminant de mercuri) és un explosiu primari que s'utilitza com a detonant. És un fulminat, una sal explosiva, que es presenta en forma de cristalls blancs. És molt inestable i de descomposició exotèrmica poc calòrica, pel que s'utilitza com a explosiu d'iniciació. És extremadament sensible a la fricció i als cops.
La fórmula química del fulminat de mercuri és ONC-Hg-CNO

## Preparació
El fulminat de mercuri es pot preparar dissolent mercuri en àcid nítric i afegint etanol. La reacció és exotèrmica, alliberant gasos tòxics i inflamables.

## Precaucions
El fulminat de mercuri és una substància extremadament sensible i tòxica. S'ha d'emmagatzemar en un lloc fresc, sec, i protegint-lo de frecs o cops.

## Impacte en els mitjans
El fulminat de mercuri va ser usat com explosiu a la sèrie Breaking Bad, en el capítol 6 de la seva temporada 1. També va ser protagonista de la trama del segon capítol de la quarta temporada de Bones i en la sèrie MacGyver per sortir de presó.

## Nota
1. ↑  Albert Arnavat; Joana Zaragoza i Gras. Sissi, una princesa de conte?: apunts per a un canvi de segle.  Cossetània Edicions, 2000, p. 29–. ISBN 9788489890572 [Consulta: 31 març 2011].